# アドルフ・ホイジンガー
アドルフ・ブルーノ・ハインリヒ・エルンスト・ホイジンガー（独: Adolf Bruno Heinrich Ernst Heusinger、1897年8月4日 - 1982年11月30日）は、ドイツの陸軍軍人。ドイツ国防軍で陸軍総司令部作戦課長、参謀総長代行を務める。戦後は西ドイツの再軍備に関わり、初代連邦軍総監、NATO軍事委員会委員長を歴任した。

## 経歴

### 初期の軍歴
ドイツ帝国領邦・ブラウンシュヴァイク公国ホルツミンデン生まれ。父はギムナジウム教師、母の実家は地元の貴族アルテン家である。弟ブルーノ・ホイジンガーは西ドイツで第2代連邦憲法裁判所長官を務めている。ホイジンガーはヘルムシュテットのギムナジウムを仮卒業して1915年に軍に志願してゲーラの第96歩兵連隊に配属され、第一次世界大戦に従軍。西部戦線で小隊長、中隊長、副官を務める。1917年、少尉に任官。1917年、フランドルでの戦いで重傷を負ってイギリス軍の捕虜となり、1919年までヨークシャーの捕虜収容所にいた。
戦後ヴァイマル共和国のヴァイマル共和国軍（Reichswehr）に採用されカッセルの第15歩兵連隊に配属。1925年、中尉に昇進。1927年から1930年まで参謀教育を受け、1930年から1934年まで国防省兵務局作戦課参謀。1931年、美術史学者ゲルダ・クリューガー（Gerda Krüger）博士と結婚。1932年、大尉に昇進。1934年、パーダーボルンの歩兵第18連隊で中隊長。1935年、アレンシュタインの歩兵第1師団第1参謀。翌年少佐に昇進。1937年から陸軍総司令部作戦課に配属。

### 参謀

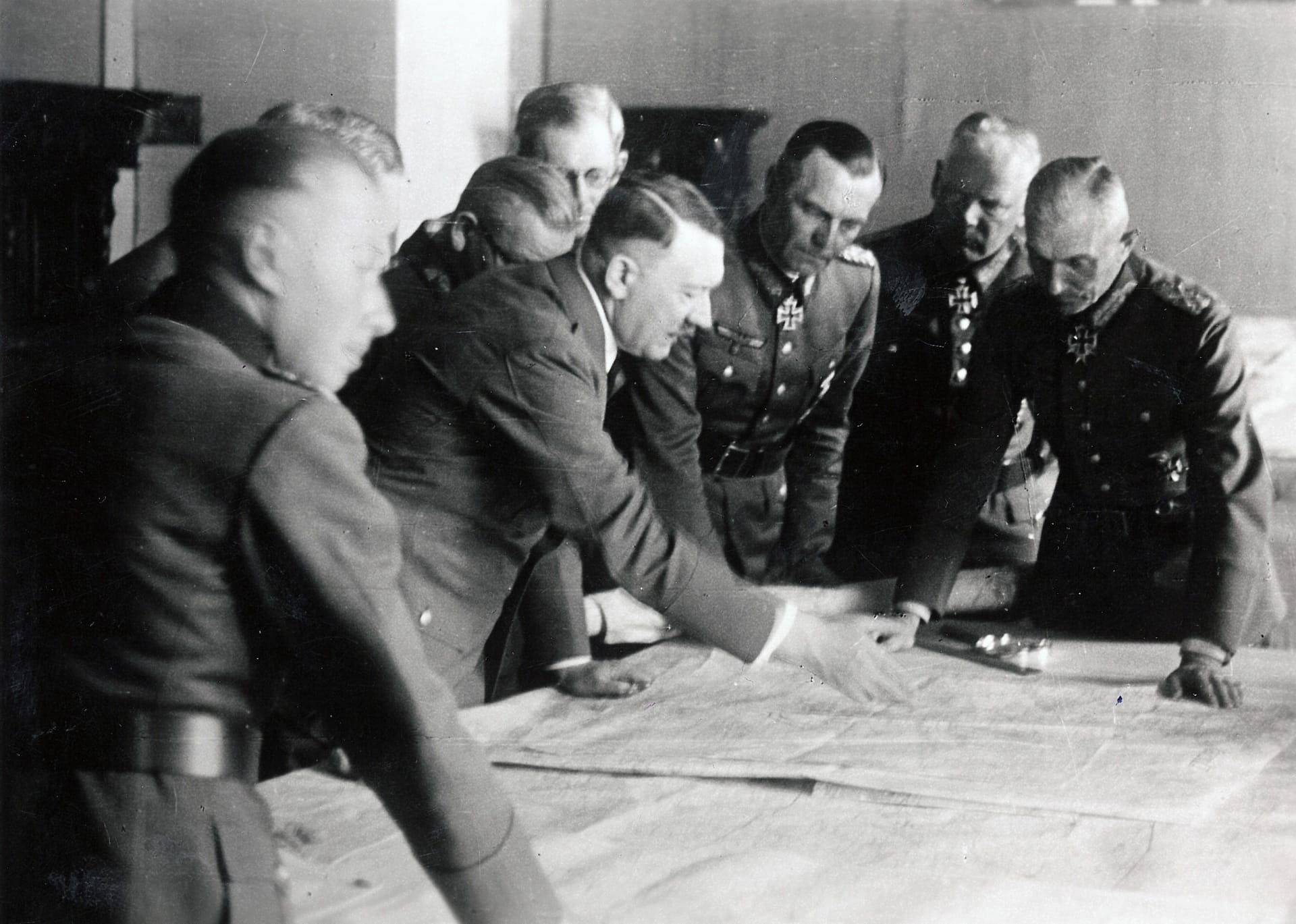
南方軍集団本部での作戦会議に出席したホイジンガー（写真手前 1942年6月1日）

1939年、中佐に昇進。第二次世界大戦勃発後の翌1940年8月、大佐に昇進。10月より陸軍総司令部参謀本部作戦課長となり、作戦立案責任者となる。1942年の「青」作戦立案にも関わる。参謀総長フランツ・ハルダーと総統アドルフ・ヒトラーが、モスクワとスターリングラードのどちらを優先目標とするかを巡って対立した後は、ホイジンガーら参謀本部は作戦決定の実権を失った。1941年、少将に昇進。1943年、中将に昇進。1944年6月にクルト・ツァイツラーが病気で参謀総長を辞任したのち、後任にハインツ・グデーリアンが決定するまでの6月10日から7月21日までの間、ホイジンガーが参謀総長代行に任じられた。
ホイジンガーはヒトラー暗殺計画を知っていたが、具体的な計画には参加していなかった。1944年7月20日、クラウス・フォン・シュタウフェンベルク大佐がヴォルフスシャンツェの作戦会議室で時限爆弾を爆発させたとき、ホイジンガーはヒトラーの右隣、つまり爆弾とヒトラーの間に立っていたが、机の脚のおかげで爆風がそれほどでもなく、頭や手足を負傷したのみであった。3日後、入院先でゲシュタポに逮捕されたが、計画に参加していた証拠が見つからなかったため10月に釈放された。総統予備（待命）を経て、敗戦直前の1945年3月に国防軍地図部長に任命された。

### ドイツの再軍備
戦後アメリカ軍の捕虜になる。1948年まで連合国の監視下にあり、ニュルンベルク裁判でも証言した。1948年、ラインハルト・ゲーレンと共に諜報活動を始め、1950年まで「ゲーレン機関」で「ホルン」という暗号名で分析部長を務めていた。1950年、1923年から1945年までのドイツ軍に関する本を出版。同年10月、コンラート・アデナウアー首相の補佐官となり、連合国との交渉を補佐。1950年にはヒンメロート覚書の作成に関与。1952年、現ドイツ国防省（1955年〜）の前身にあたる「ブランク機関」の長に就任。再軍備後の1955年から1957年まで軍事指導委員会会長。

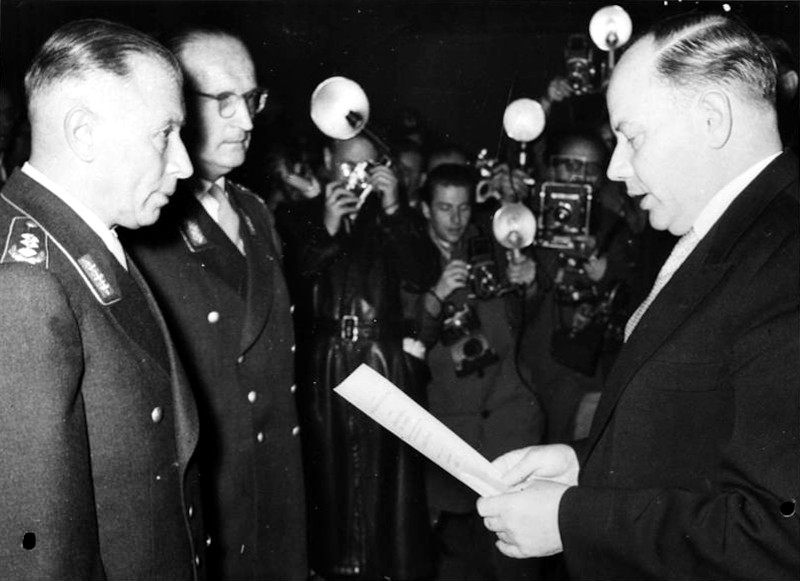
西ドイツ国防相テオドール・ブランクから辞令を交付されるハンス・シュパイデル（眼鏡の人物）とホイジンガー（1955年11月12日）

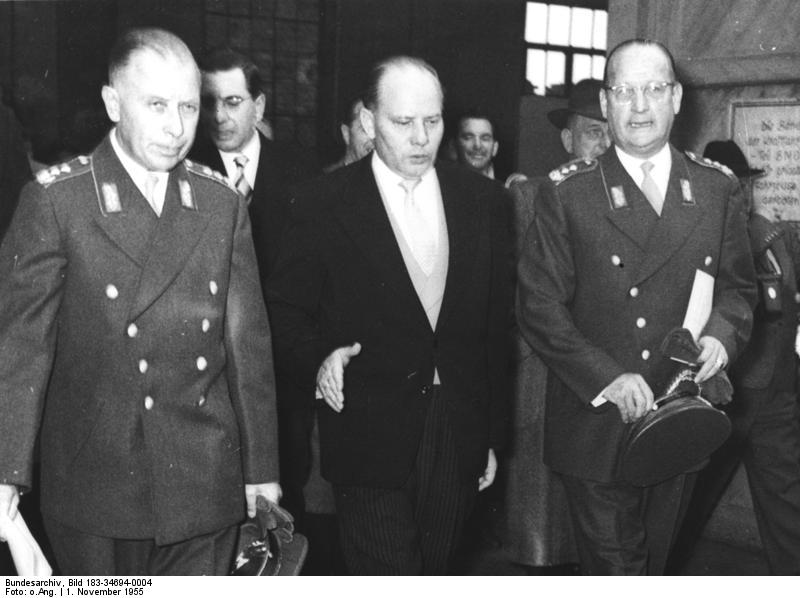
左から：ホイジンガー、テオドール・ブランク、シュパイデル（1955年11月1日）

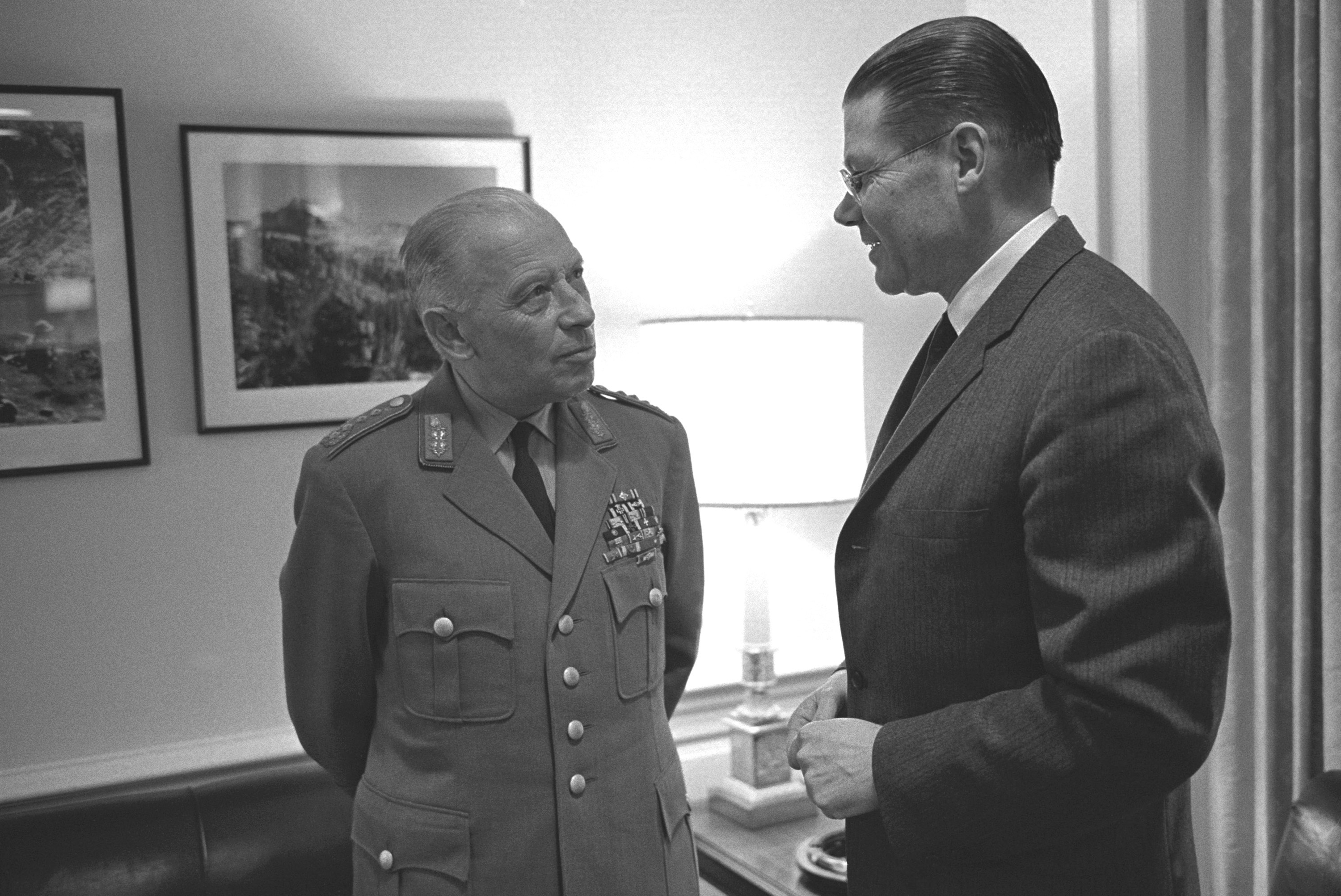
ロバート・マクナマラ国防長官（右）と会談するホイジンガー（1964年、ワシントンD.C.）

1955年11月、テオドール・ホイス大統領より中将に任命され、新生ドイツ連邦軍最初の将官となる。1957年、部隊局長。同年大将に昇進し初代の連邦軍総監（米国の統合参謀本部議長に相当）に就任。同年発生した徴兵兵士の遭難事件を受け、兵士援助基金を設立。1961年、北大西洋条約機構軍事委員会委員長に就任。東西冷戦中の軍事戦略策定にかかわる。これに応じて同年ソビエト連邦はホイジンガーを戦争犯罪容疑者としてアメリカ合衆国に引き渡しを要求したが、拒絶された。1963年、ドイツ連邦共和国功労勲章大功労十字星大綬章を受章。
1964年に退役。1967年、連邦軍の功労者に毎年授与されるアドルフ・ホイジンガー賞のため基金を設立。1982年にケルンで死去。1986年にハンメルブルク歩兵学校の兵舎の一つがホイジンガーと改称された。

## 受勲
- 1914年版一級鉄十字章
- 1914年版二級鉄十字章
- 1918年版戦傷章黒章
- 1939年版一級鉄十字章
- 1939年版二級鉄十字章
- 3級剣付ロイス侯世子名誉十字章（ドイツ語版）銀章
- 剣付ロイス侯世子功労章銀章
- ブラウンシュヴァイク公国戦功十字章（英語版）
- 1944年7月20日版戦傷章銀章
- 2級国防軍勤続章
- ドイツ連邦共和国功労勲章大功労十字星大綬章
- レジオン・オブ・メリット勲章コマンダー (アメリカ合衆国)
- イタリア王冠勲章（英語版）コマンダーズ・クロス (イタリア)
- ハンガリー共和国功労勲章（英語版）コマンダーズ・クロス (ハンガリー共和国)
- 1級剣付自由十字勲章（英語版） (フィンランド)